# Osmia virga
Osmia virga är en biart som beskrevs av Sandhouse 1939. Osmia virga ingår i släktet murarbin, och familjen buksamlarbin. Inga underarter finns listade i Catalogue of Life.